# Vizcondado de Alvarado

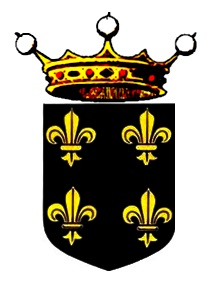
Escudo de armas del vizcondado de Alvarado

El vizcondado de Alvarado es un título nobiliario español creado el 11 de noviembre de 1817 por el rey Fernando VII, a favor de Juan Estage Guiral de Alvarado y Vázquez de Molina.
Este título se concedió como vizcondado previo al condado de Torreflorida, otorgado el 5 de abril de 1818.
Su denominación hace referencia al linaje original de la familia, Alvarado de Aragón, germen de la futura Casa de Torreflorida. En documentos primitivos la merced figura como  vizcondado de Alvarado o Albarado, conforme a la indeterminación ortográfica que era habitual antes del siglo XIX.
A pesar de su carácter previo, por costumbre social y sin autorización legal, los primogénitos de la Casa de Torreflorida usaban el dictado de espera de vizcondes de Alvarado hasta que sucedían en el condado. Así figura en numerosos documentos—por ejemplo— Mariano Estage y Peralta, primogénito del I conde.
María Manuela Estage y Sancho, III condesa de Torreflorida, elevó en 1857 instancia a S.M. solicitando, en base al Real Decreto de 28 de diciembre de 1846, la rehabilitación del vizcondado de Alvarado como título perpetuo para uso del primogénito llamado a la sucesión del condado. Esta petición no llegaría a prosperar dada la falta de descendencia directa de la solicitante.
En 1874 el pretendiente carlista Carlos VII otorga como nueva creación el vizcondado de Alvarado a Mariano Ferrández Estage, sobrino carnal de la III condesa de Torreflorida y hermano menor del inmediato sucesor del condado. De esta forma ambos títulos de la familia quedaban repartidos conforme a la voluntad de la condesa, sin descendencia directa, quien a su vez, suprimido el mayorazgo, dividió el patrimonio de la Casa de Torreflorida entre sus dos herederos.
El nuevo vizcondado dejaría de utilizarse tras la Restauración borbónica, recuperando el derecho a su reconocimiento como Título del Reino en virtud de la Ley de 4 de mayo de 1948.
Actualmente el vizcondado de Alvarado es un título histórico, vinculado a la Casa de Torreflorida.

## Armas
El escudo de armas del vizcondado de Alvarado se describe, según la terminología precisa de la heráldica, por el siguiente blasón:
"En campo de sable, cuatro flores de lis de oro puestas de dos en dos. Al timbre, corona de vizconde."